# Klavdia Bojarskich
Klavdia Sergejevna Bojarskich (ryska: Клавдиия Сергеевна Боярских), född den 11 november 1939 i Verchnjaja Pysjma (Ryssland), död 12 december 2009 i Jekaterinburg, var en sovjetisk längdåkare som tävlade under 1960-talet för Sovjetunionen.
Bojarskich vann alla tre guldmedaljerna för damerna under OS 1964 i Innsbruck. Hon vann även två guld och ett silver i världsmästerskapen i Oslo 1966. Bojarskich vann också tre segrar i Holmenkollen, 10 kilometer 1965 och 1966, samt 5 kilometer 1967.